# Asesinatos en Atlanta de 1979–81
Los asesinatos en Atlanta de 1979-1981, a veces llamados los asesinatos de niños de Atlanta, fueron una serie de asesinatos cometidos en Atlanta (Georgia), desde mediados de 1979 hasta mayo de 1981. Durante ese período de dos años, al menos 28 niños, varios adolescentes y adultos, todos ellos afroamericanos, fueron asesinados.
Wayne Williams, un hombre natural de Atlanta también afroamericano, que tenía 23 años en el momento del último asesinato, fue arrestado, juzgado y condenado por dos de los asesinatos de adultos y sentenciado a dos cadenas perpetuas consecutivas. Posteriormente, la policía le ha atribuido varios de los asesinatos de niños, aunque no ha sido acusado en ninguno de esos casos, y Williams mismo mantiene su inocencia en la actualidad. En marzo de 2019, la policía de Atlanta, bajo la orden de la alcaldesa Keisha Lance Bottoms, reabrió los casos con la esperanza de que las nuevas tecnologías en materia de investigación y criminología condujeran a una condena probatoria.

## Asesinatos
A mediados de 1979, en el mes de julio, dos jóvenes de 14 años, Edward Hope Smith (también conocido como "Teddy") y Alfred Evans (también conocido como "Q"), desaparecieron con cuatro días de diferencia. Sus cuerpos acabarían siendo encontrados el 28 de julio en una zona boscosa. Smith tenía una herida hecha con un arma del calibre .22 en la parte superior de la espalda. Se creía que fueron las primeras víctimas del supuesto "asesino de niños de Atlanta".
El 4 de septiembre, la siguiente víctima, Milton Harvey, de 14 años, desapareció mientras hacía unos recados al banco para su madre. Llevaba una bicicleta amarilla de 10 velocidades, que fue encontrada una semana después en un área remota de Atlanta. Su cuerpo no fue recuperado hasta noviembre de ese año.
El 21 de octubre, Yusuf Bell, de 9 años, fue a una tienda a comprar tabaco para una vecina, Eula Birdsong. Un testigo dijo que vio a Yusuf subirse a un vehículo de color azul antes de que desapareciera. Su cuerpo fue encontrado el 8 de noviembre en la abandonada escuela primaria EP Johnson por un conserje. El cuerpo de Bell fue hallado vestido con los pantalones cortos de color marrón con los que fue visto por última vez, aunque tenían un pedazo de cinta adhesiva pegada a ellos. Había recibido dos golpes en la cabeza y la causa de la muerte fue estrangulamiento. La policía no relacionó de inmediato su desaparición con los asesinatos anteriores.
El 4 de marzo de 1980 desapareció la primera víctima femenina de las solo dos de la lista relacionada con los asesinatos. Se trataba de Angel Lenair, de 12 años. Salió de su casa alrededor de las 16:00 horas, vestida con un traje de mezclilla, y fue vista por última vez en la casa de un amigo mientras veían la televisión. Su cuerpo se encontró seis días después de su desaparición, en un terreno baldío a lo largo de Campbellton Road, con la misma ropa con la que había salido de casa. Le metieron un par de bragas blancas que no le pertenecían a Lenair en la boca y le ataron las manos con un cable eléctrico. La causa de la muerte fue  estrangulamiento.
El 11 de marzo, una semana después de la desaparición de Lenair, Jeffrey Mathis, de 11 años, desapareció mientras hacía un recado para su madre. Llevaba pantalones grises, zapatos marrones y una camisa blanca y verde. Meses después, una niña dijo que lo vio subir a un vehículo azul que llevaban un hombre de piel clara y otro hombre de piel oscura. Su cuerpo fue encontrado en un bosque 11 meses después de su desaparición, lo que hizo imposible determinar, dado el estado de los restos, las causas de la muerte.
El 18 de mayo, Eric Middlebrooks, de 14 años, desapareció. Fue visto por última vez contestando el teléfono en su casa y luego se fue apurado en su bicicleta. Su cuerpo fue encontrado al día siguiente junto a su bicicleta en el garaje trasero de un bar de Atlanta. El establecimiento estaba ubicado al lado de lo que entonces era el Departamento de Rehabilitación de Delincuentes de Georgia. Sus bolsillos estaban del revés, su pecho y brazos tenían heridas de arma blanca, y se determinó que la causa de la muerte fue un traumatismo contundente en la cabeza. Unas semanas antes de desaparecer, Middlebrooks había testificado contra otros tres menores en un caso de robo.
El 9 de junio, Christopher Richardson, de 12 años, desapareció camino a una piscina local. Llevaba pantalones cortos azules, una camisa azul claro y zapatillas de tenis azules. Su cuerpo no fue encontrado hasta enero del año siguiente, vestido con unos bañadores desconocidos, junto con el cuerpo de una víctima posterior, Earl Terrell. La causa de la muerte de Richardson no fue determinada.
El 22 de junio, Latonya Wilson, de 7 años, desapareció del hogar familiar. Según un testigo, parecía haber sido secuestrada por dos hombres, uno de los cuales fue visto trepando por la ventana del domicilio y luego sosteniendo a Wilson en sus brazos mientras hablaba con el otro hombre en el estacionamiento. El 18 de octubre, el cuerpo de Wilson fue encontrado en un área cercada al final de Verbena Street, en Atlanta. Para entonces, el cuerpo se había esqueletizado y no se pudo establecer la causa de la muerte.
Al día siguiente, 23 de junio, Aaron Wyche, de 10 años, desapareció después de haber sido visto cerca de una tienda de comestibles local, subiéndose a un Chevrolet azul con uno o dos hombres negros. La descripción del testigo del automóvil coincidía con una descripción de un automóvil similar implicado en la desaparición anterior de Jeffrey Mathis. A las 6 de la tarde, Wyche fue visto en un centro comercial. Al día siguiente, su cuerpo fue encontrado bajo un puente. La causa oficial de la muerte fue la asfixia por una fractura en el cuello sufrida en una caída.
En julio de 1980, dos niños más, Anthony Carter y Earl Terell, fueron asesinados. Entre agosto y noviembre de ese año, tuvieron lugar cinco asesinatos más. Todas las víctimas eran niños afroamericanos, entre 7 y 14 años, y la mayoría fueron asesinados por asfixia.
Los asesinatos continuaron en 1981. La primera víctima conocida ese año fue Lubie Geter, desaparecido el 3 de enero. Su cuerpo fue encontrado el 5 de febrero. El amigo de Geter, Terry Pue, también desapareció en enero. Una llamada anónima dijo a la policía dónde encontrar el cuerpo de Pue.
Entre febrero y marzo de 1981, se descubrieron 6 cuerpos más, que se creen estar relacionados con los homicidios anteriores. Entre los muertos estaba el cuerpo de Eddie Duncan, la primera víctima adulta.
En abril, Larry Rogers, de 20 años, John Porter, de 28 años, y Jimmy Ray Payne, de 21 años, fueron asesinados. Porter y Payne eran ex convictos, y recientemente habían salido del correccional después de cumplir una condena por robo.
La siguiente víctima fue William "Billy Star" Barrett, de 17 años, cuyo cuerpo fue encontrado el 12 de mayo de 1981 por agentes del FBI en una acera en un área boscosa, cerca de su casa. Un testigo, Harold Wood, de 32 años, conserje del instituto Southwest, se había quedado sin gasolina a una milla de la escena. Wood describió a un hombre negro, con un Cadillac blanco sobre azul, de pie y observando donde se encontró el cuerpo, antes de irse.
A finales de mayo de 1981, se agregó a la lista el nombre de Nathaniel Cater, de 27 años, visto por última vez por el jardinero Robert I. Henry en la entrada del Teatro Rialto en Atlanta, según los informes, cogido de la mano con Wayne Williams. Su cuerpo fue descubierto solo unas horas después.
El investigador Chet Dettlinger creó un mapa de las ubicaciones de las víctimas. A pesar de la diferencia de edades, las víctimas cayeron dentro de los mismos parámetros geográficos. Estaban conectados a Memorial Drive y 11 calles principales de la zona.

## Captura del principal sospechoso
Durante los asesinatos, más de 100 agentes de la policía trabajaron en la investigación. La ciudad de Atlanta impuso toques de queda, y muchos padres prohibieron a sus hijos jugar en la calle, recogiéndoles a la salida de los colegios para evitar que regresaran solos a casa.
A medida que la cobertura mediática de los asesinatos se intensificó, el FBI predijo que el asesino podría arrojar el cuerpo de una futura víctima al agua para ocultar cualquier evidencia. La policía vigiló casi una docena de puentes del área, incluidos los cruces del río Chattahoochee. Durante una vigilancia el 22 de mayo de 1981, los detectives tuvieron su primera actividad importante cuando un oficial escuchó un chapoteo bajo un puente. Otro oficial vio que una camioneta Chevrolet blanca de 1970 se daba la vuelta y cruzaba el puente.
Más tarde, dos vehículos de la policía detuvieron la camioneta sospechosa a aproximadamente media milla del puente. El conductor era Wayne Bertram Williams, ciudadano afroamericano de Atlanta, de 23 años de edad, y un supuesto promotor musical y fotógrafo independiente. El Chevrolet que conducía pertenecía a sus padres. El pelo de perro y las fibras recuperadas de la parte trasera del vehículo se usaron luego como evidencia en el caso contra Williams, ya que se encontraron fibras similares en algunas de las víctimas. Se descubrió que coincidían con su perro y la alfombra en la casa de sus padres. Durante el interrogatorio, Williams dijo que iba a audicionar a una mujer, Cheryl Johnson, como cantante. Williams afirmó que vivía en el pueblo cercano de Smyrna. La policía no encontró ningún registro de ella o de la cita.
Dos días después, el 24 de mayo, el cuerpo desnudo de Nathaniel Cater, de 27 años, fue encontrado flotando río abajo a poca distancia del puente donde la policía había visto la sospechosa camioneta. El cuerpo sufrió grandes daños por agua y puede haber estado en el agua por hasta dos semanas. Sobre la base de esta evidencia, incluida la audiencia del oficial de policía sobre el chapoteo, la policía creía que Williams había matado a Cater y había eliminado su cuerpo mientras la policía estaba cerca.
Los investigadores que detuvieron a Williams en el puente notaron guantes y un cordón de nailon de 24 pulgadas en el asiento del pasajero. Según los investigadores, el cordón se parecía a las marcas de ligadura encontradas en Cater y otras víctimas, pero el cordón nunca se tomó como evidencia para su análisis. Agregando a una creciente lista de circunstancias sospechosas, Williams había entregado volantes en vecindarios predominantemente negros que llamaban a jóvenes de 11 a 21 años a audicionar para su nuevo grupo de canto que llamó Géminis. Williams falló un examen de polígrafo administrado por el FBI, si bien sus resultados no fueron admisibles como prueba en los tribunales penales.
Más evidencias descubiertas parecían implicar más a Williams en los casos. Se encontró que las fibras de una alfombra en la residencia de Williams coincidían con las observadas en dos de las víctimas. Las fibras adicionales de la casa, los vehículos y el perro mascota de los Williams se combinaron más tarde con las fibras descubiertas en otras víctimas. Además, el testigo Robert Henry afirmó haber visto a Williams cogido de la mano y caminando con Nathaniel Cater la noche en que se cree que Cater murió. El 21 de junio de 1981, Williams fue arrestado. Un gran jurado lo acusó de asesinato en primer grado por la muerte de Nathaniel Cater y Jimmy Ray Payne, de 22 años. La fecha del juicio se fijó para principios de 1982.
El agente del FBI John E. Douglas, quien previamente había realizado una entrevista ampliamente divulgada con la revista People sobre el perfil del asesino como un joven negro, declaró que cuando se dio a conocer oficialmente la noticia del arresto de Williams (su condición de sospechoso se había filtrado previamente a los medios de comunicación), declaró que si se trataba de Williams, entonces "se veía bastante bien para un buen porcentaje de los asesinatos". Esto se informó ampliamente en los medios de comunicación cuando el FBI efectivamente declaró a Williams culpable, y Douglas fue censurado oficialmente por el director del FBI.

## Juicio de Wayne Williams
La selección del jurado comenzó el 28 de diciembre de 1981 y duró seis días, hasta quedar compuesto por doce personas (nueve mujeres y tres hombres), entre ellos ocho afroamericanos y cuatro caucásicos.
El juicio comenzó oficialmente el 6 de enero de 1982, bajo presidencia del juez, también afroamericano, Clarence Cooper. La evidencia más importante contra Williams fue el análisis de fibra entre las víctimas, lo que llevó a que fuera acusado de los asesinatos de Jimmy Ray Payne y Nathaniel Cater. Quedaron los 12 casos de asesinatos de menores cuyos patrones eran vinculantes y había evidencias circunstanciales. Durante el juicio, varios testigos testificaron haber visto a Williams con las víctimas, y algunos testigos que sugirieron que había solicitado favores sexuales.
La presentación del caso por parte de la fiscalía fue criticada, en la medida en que en algunas jurisdicciones podría haber resultado en un juicio nulo. En particular, dos agentes especiales separados del FBI declararon que las posibilidades de que las víctimas no hubieran tenido contacto con Williams eran "virtualmente imposibles", basadas sólo en la rareza comparativa de las fibras encontradas en las víctimas que parecían coincidir con el automóvil y el hogar del sospechoso. El juez de la Corte Suprema de Georgia, George T. Smith, después de revisar el caso, consideró que la evidencia, o la falta de ella, era inadmisible.
El 27 de febrero de 1982, después de once horas de deliberación, el jurado encontró a Wayne Bertram Williams culpable de los dos asesinatos. Fue sentenciado a dos cadenas perpetuas consecutivas en la prisión estatal Hancock de Georgia en Sparta.

## Repercusión social
El mundo de la cultura sintió lástima ante estos asesinatos. Artistas como Frank Sinatra o Sammy Davis Jr. realizaron conciertos para honrar a las víctimas y proporcionar beneficios a las familias de las víctimas. También The Jackson 5 actuaron el 22 de julio de 1981 en el Omni Coliseum de Atlanta durante su Triumph Tour, recaudando 100.000 dólares para la Atlanta Children's Foundation en respuesta a los secuestros y asesinatos. El padre de Wayne Williams, que era fotógrafo de medios en Atlanta en ese momento, pudo ser visto en el escenario con Frank Sinatra. También en 1981, el grupo original de Atlanta Gladys Knight & the Pips grabó la canción Forever Yesterday (For The Children), en memoria de las víctimas escrita por Glenn Smith.
En 1981, el actor Robert De Niro, al aceptar el Oscar al Mejor actor por su papel en la película Raging Bull, lució una cinta verde como señal de solidaridad con los niños de Atlanta.

## Desarrollos posteriores
Cumpliendo condena, Wayne Williams ha continuado defendiendo su inocencia.
El 6 de mayo de 2005, el jefe de policía del condado de DeKalb (Georgia), Louis Graham, ordenó la reapertura de los casos de asesinato de cinco niños que fueron asesinados en el condado entre febrero y mayo de 1981 que habían sido atribuidos a Williams. El jefe de policía creía que pudo haber sido inocente de cometer estos y otros asesinatos. Los casos restantes quedaron bajo la jurisdicción del condado de Fulton, y esas autoridades consideraron que sus casos de asesinato relacionados se cerraron con el arresto, juicio y condena de Williams.
El exagente del FBI y especialista en perfiles criminales John E. Douglas dijo que, aunque creía que Williams cometió muchos de los asesinatos, no cree que los hubiera cometido todos. Douglas agregó que cree que las autoridades policiales tienen una idea de quiénes son los otros asesinos, y agregó crípticamente: "No es un solo delincuente y la verdad no es agradable".
El 21 de junio de 2006, la policía del condado de DeKalb retiró su investigación de los asesinatos de niños en Atlanta. Después de renunciar, Graham fue reemplazado por el jefe interino, Nick Marinelli, quien dijo: "Desenterramos lo que teníamos y nada ha funcionado, así que hasta que algo suceda o se presenten pruebas adicionales, o haya comentarios forenses de las pruebas existentes, continuaremos persiguiendo los [otros] casos fríos que están a nuestro alcance.
El 29 de enero de 2007, los abogados del estado de Georgia acordaron permitir la prueba de ADN del pelo de perro que se utilizó para ayudar a condenar a Williams. Esta decisión fue una respuesta a una presentación legal como parte de los esfuerzos de Williams para apelar su condena y la cadena perpetua. El abogado de Williams, Jack Martin, pidió a un juez de la Corte Superior del condado de Fulton que permitiera pruebas de ADN en cabello y sangre canina y humana, indicando que los resultados podrían ayudar a Williams a ganar un nuevo juicio.
El 26 de junio de 2007, se publicaron los resultados de la prueba de ADN, pero no pudieron exonerar a Williams. De hecho, los resultados fueron que los pelos de los cuerpos contenían la misma secuencia de ADN mitocondrial que el perro de Williams, y que la secuencia de ADN ocurre en solo aproximadamente 1 de cada 100 perros. La doctora Elizabeth Wictum, directora del laboratorio de UC Davis que llevó a cabo las pruebas, dijo a Associated Press que, si bien los resultados fueron "bastante significativos", "no señalan de manera concluyente al perro de Williams como la fuente del cabello", porque el laboratorio solo pudo analizar el ADN mitocondrial que, a diferencia del ADN nuclear, no se puede demostrar que sea exclusivo de un perro.
Más tarde, en 2007, el FBI realizó pruebas de ADN en dos cabellos humanos encontrados en una de las víctimas. La secuencia de ADN mitocondrial en los pelos eliminaría al 99.5% de las personas al no coincidir con su ADN. La secuencia de ADN mitocondrial en los pelos eliminaría el 98% de las personas afroamericanas al no coincidir con su ADN. Sin embargo, coincidían con el ADN de Williams y, por lo tanto, no eliminaron la posibilidad de que los pelos fueran suyos.
El 21 de marzo de 2019, la alcaldesa de Atlanta, Keisha Lance Bottoms, y la jefa de policía de la ciudad, Erika Shields, anunciaron que los funcionarios volverían a evaluar la evidencia de los asesinatos, que serán reunidos por el Departamento de Policía de Atlanta, la Oficina del Fiscal de Distrito del Condado de Fulton y la Oficina de Investigación de Georgia. En una conferencia de prensa, la alcaldesa dijo: "Puede ser que no quede nada por probar. Pero creo que la historia nos juzgará por nuestras acciones y podremos decir que lo intentamos".

## Lista de las víctimas conocidas
| Nombre            | Edad | Fecha de desaparición    | Causa de la muerte                                | Estado del caso                 |
| Edward Smith      | 14   | 21 de julio de 1979      | Herida de bala en la parte superior de la espalda | Sin resolver                    |
| Alfred Evans      | 13   | 25 de julio de 1979      | Estrangulación                                    | Atribuido a Williams; cerrado   |
| Milton Harvey     | 14   | 4 de septiembre de 1979  | Indeterminado                                     | Sin resolver                    |
| Yusuf Bell        | 9    | 21 de octubre de 1979    | Estrangulación                                    | Atribuido a Williams; cerrado   |
| Angel Lenair      | 12   | 4 de marzo de 1980       | Asfixia                                           | Sin resolver                    |
| Jeffery Mathis    | 10   | 11 de marzo de 1980      | Indeterminado                                     | Sin resolver                    |
| Eric Middlebrooks | 14   | 18 de mayo de 1980       | Asesinado a golpes                                | Atribuido a Williams; cerrado   |
| Chris Richardson  | 12   | 9 de junio de 1980       | Estrangulación                                    | Atribuido a Williams; cerrado   |
| Latonya Wilson    | 7    | 22 de junio de 1980      | Indeterminado                                     | Sin resolver                    |
| Aaron Wyche       | 10   | 23 de junio de 1980      | Asfixia                                           | Atribuido a Williams; cerrado   |
| Anthony Carter    | 9    | 6 de julio de 1980       | Múltiples heridas de arma blanca                  | Atribuido a Williams; cerrado   |
| Earl Terell       | 10   | 30 de julio de 1980      | Asfixia                                           | Atribuido a Williams; cerrado   |
| Clifford Jones    | 13   | 20 de agosto de 1980     | Estrangulación                                    | Atribuido a Williams; cerrado   |
| Darron Glass      | 10   | 14 de septiembre de 1980 | Indeterminado (cuerpo nunca encontrado)           | Sin resolver                    |
| Charles Stephens  | 12   | 9 de octubre de 1980     | Asfixia                                           | Atribuido a Williams; cerrado   |
| Aaron Jackson     | 9    | 1 de noviembre de 1980   | Asfixia                                           | Atribuido a Williams; cerrado   |
| Patrick Rogers    | 16   | 10 de noviembre de 1980  | Asesinado a golpes                                | Atribuido a Williams; cerrado   |
| Lubie Geter       | 14   | 3 de enero de 1981       | Asfixia                                           | Atribuido a Williams; cerrado   |
| Terry Pue         | 15   | 22 de enero de 1981      | Estrangulación                                    | Atribuido a Williams; cerrado   |
| Patrick Baltazar  | 11   | 6 de febrero de 1981     | Estrangulación                                    | Atribuido a Williams; cerrado   |
| Curtis Walker     | 13   | 19 de febrero de 1981    | Asfixia                                           | Atribuido a Williams; cerrado   |
| Joseph Bell       | 15   | 2 de marzo de 1981       | Asfixia                                           | Atribuido a Williams; cerrado   |
| Timothy Hill      | 13   | 13 de marzo de 1981      | Asfixia                                           | Atribuido a Williams; cerrado   |
| Eddie Duncan      | 21   | 20 de marzo de 1981      | Estrangulación                                    | Atribuido a Williams; cerrado   |
| Larry Rogers      | 20   | 22 de marzo de 1981      | Estrangulación                                    | Atribuido a Williams; cerrado   |
| Michael Mcintosh  | 23   | 25 de marzo de 1981      | Asfixia                                           | Atribuido a Williams; cerrado   |
| Jimmy Ray Payne   | 21   | 23 de abril de 1981      | Asfixia                                           | Williams fue declarado culpable |
| John Porter       | 28   | Abril de 1981            | Múltiples heridas de arma blanca                  | Atribuido a Williams; cerrado   |
| William Barrett   | 17   | 11 de mayo de 1981       | Estrangulación                                    | Atribuido a Williams; cerrado   |
| Nathaniel Cater   | 27   | 22 de mayo de 1981       | Asfixia                                           | Williams fue declarado culpable |

## Cobertura y legado mediático
La primera cobertura del caso en los medios nacionales fue en 1980, cuando un equipo de ABC News 20/20, Stanhope Gould y Bill Lichtenstein, el productor Steve Telloy el corresponsal Bob Sirkin, de la oficina de ABC Atlanta, investigaron el caso. Fueron asignados a la historia después de que el presidente de ABC News, Roone Arledge, leyera una pequeña historia en el periódico que decía que la policía había descartado cualquier conexión entre una explosión en una guardería, que resultó ser un horno defectuoso, y los casos de niños perdidos y desaparecidos. En una semana, el equipo informó sobre los niños muertos y desaparecidos, y contaron la historia de que la Policía de Atlanta no estaba siguiendo las pistas que recibían a través de la línea directa que habían establecido.
En 1985, James Baldwin publicó The Evidence of Things Not Seen, un libro de no ficción no solo del caso y el juicio de Williams, sino también de las relaciones raciales en Atlanta y, por extensión, en Estados Unidos. El libro surgió de una tarea de escribir sobre los asesinatos de Playboy, encargado por el entonces editor Walter Lowe.
El 10 de junio de 2010, CNN transmitió un documental, The Atlanta Child Murders, con entrevistas de Soledad O'Brien a algunas de las personas involucradas, incluido Wayne Williams. El documental de dos horas invitó a los televidentes a sopesar las pruebas presentadas y luego ir a la web del medio para votar en una encuesta publicada sobre si Williams era "culpable", "inocente", o si el caso "no está probado". El 68,6% de los encuestados dijo que Williams era culpable, el 4,3% dijo que era inocente y el 27,1% eligió "no probado".
En enero de 2018, el documentalista Payne Lindsey comenzó a lanzar un pódcast llamado Atlanta Monster que cubre los asesinatos con entrevistas de familiares de víctimas, funcionarios, policías y vecinos que vivieran en el área de Atlanta en el momento de los asesinatos e incluso el propio Wayne Williams.
En agosto de 2019, la segunda temporada de la serie de Netflix Mindhunter cubrió los asesinatos de Atlanta a partir del sexto asesinato cuando Holden se encuentra con Camille Bell, Venus Taylor y Willie Mae Mathis, las madres de Yusuf, Jeffrey y Angel, la cuarta, la sexta y la primera víctima femenina, respectivamente.